# 等角多邊形
| 正向 | 非正向 | 非平面         |
| ---- | ------ | -------------- |
|      |        |                |
| 正向 | 非正向 | Counter-turned |
|      |        |                |

在歐幾里德幾何中，等角多邊形是全部頂角相等的多邊形。如果邊的長度也相等（即同時屬等邊多邊形），則其為正多邊形。點可遞多邊形是衹有兩種邊長互相交替的等角多邊形。視乎每個頂角按順時針抑或逆時針計算，平面等角多邊形可以分為「正向」或「非正向」。正向等角多邊形在每個頂角都沿相同方向轉彎，但可以繞多於一圈；若非全部同向則為「非正向」。凸的等角多邊形必定正向等角。